# Associazione Polisportiva Lucana Potenza 1941-1942
Questa pagina raccoglie le informazioni riguardanti l'Associazione Polisportiva Lucana Potenza nelle competizioni ufficiali della stagione 1941-1942.

## Rosa
| N. |                   | Ruolo | Calciatore          |
| -- | ----------------- | ----- | ------------------- |
| -  | Italia (bandiera) | A     | Rocco Borromeo      |
| -  | Italia (bandiera) | P     | Marco Brandolin     |
| -  | Italia (bandiera) | C     | Edoardo Bressan     |
| -  | Italia (bandiera) | A     | Filippo Cammoranesi |
| -  | Italia (bandiera) | D     | Aldo Ferri          |
| -  | Italia (bandiera) | D     | Luigi Giagni        |
| -  | Italia (bandiera) | A     | Alberto Giordano    |
| -  | Italia (bandiera) | D     | Grazio Lasorella    |

| N. |                   | Ruolo | Calciatore       |
| -- | ----------------- | ----- | ---------------- |
| -  | Italia (bandiera) | D     | Arnaldo Leonzio  |
| -  | Italia (bandiera) | D     | Gerardo Marino   |
| -  | Italia (bandiera) | A     | Domenico Marzi   |
| -  | Italia (bandiera) | A     | Giovanni Mascali |
| -  | Italia (bandiera) | D     | Nicola Rotondo   |
| -  | Italia (bandiera) | A     | M. Santoro       |
| -  | Italia (bandiera) | P     | Nello Vichi      |
| -  | Italia (bandiera) | A     | Alvaro Zian      |